# Castoraeschna coronata
Castoraeschna coronata là loài chuồn chuồn trong họ Aeshnidae. Loài này được Ris mô tả khoa học đầu tiên năm 1918.